# Podgorje (Velenje, Slovenija)
Podgorje je naselje u slovenskoj Općini Velenju. Podgorje se nalazi u pokrajini Štajerskoj i statističkoj regiji Savinjskoj. 

## Stanovništvo
Prema popisu stanovništva iz 2002. godine naselje je imalo 158 stanovnika.